# Telipogon santiagocastroviejoi
Telipogon santiagocastroviejoi là một loài thực vật có hoa trong họ Lan. Loài này được Nauray, A.Galán & R.Farfán mô tả khoa học đầu tiên năm 2008.